# Лазаров, Иван
Иван Ла́заров (болг. Иван Лазаров; 2 октября 1889, Карлово — 4 ноября 1952, София) — болгарский скульптор, педагог, профессор (1919—1952), ректор болгарской Национальной художественной академии, заслуженный художник (1952), народный художник Болгарии (1969), академик Болгарской академии наук (1941).

## Биография
В 1907-1912 обучался на скульптурном отделении государственного художественно-индустриального училища в Софии под руководством профессора Жеко Спиридонова.
С целью завершения художественного образования, в качестве стипендиата Министерства просвещения Болгарии Иван Ла́заров отправляется в 1917-1919 в Германию, где обучается в академиях Мюнхена и Дрездена.
Вернувшись на родину, с 1919 по 1924 — учитель рисования в Софии и преподаватель скульптуры в государственной художественной академии.
В 1932-1935, 1937-1939, 1943-1945 — ректор Национальной художественной академии в Софии.
После переворота 9 сентября 1944, в результате которого к власти в Болгарии пришли просоветские силы, академик Иван Ла́заров был арестован и некоторое время находился в заключении. Освобожден при содействии академика Тодора Павлова.
Инициатор создания и первый руководитель Института искусствоведения при Болгарской академии наук (1949-1952).

## Творчество

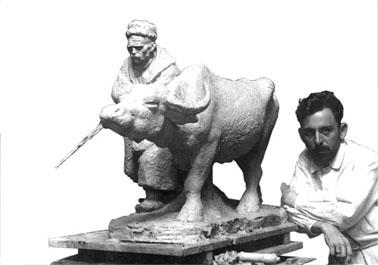
Иван Ла́заров со скульптурой «Те победих», 1914

Произведения Ивана Ла́зарова, выполненные в камне, терракоте, дереве, посвящены трудовым людям Болгарии и отличаются правдивостью и человечностью, цельностью образов, тонким пониманием национального народного характера, обобщённостью объёма.
Автор драматичных антивоенных композиций (1910-е гг.), обобщенных изображения людей отличающихся жизненной выразительностью и монументальной цельностью образов.

## Избранные работы
- Опять на войну (терракота, 1915),
- Беседующие крестьянки (искусственный камень, 1920-е гг.),
- Рабочий (андезит, 1937),
- Мойщица (андезит, 1946—1947)
- Мать (на могиле Димчо Дебелянова)
- Памятник Василу Левскому в Пловдиве (1940)

Работы мастера сейчас находятся в софийской Национальной художественной галерее.